# ريوزو كانيهرا
ريوزو كانيهِرا (金 平 亮 三 1 يناير 1882-27 نوفمبر 1948) كان عالم نباتات ياباني. قام كانيهرا ببعثات نباتية إلى بيرو والفلبين وبابوا غينيا الجديدة بالإضافة إلى وصفه نباتات اليابان.
يختصر اسم المؤلف القياسي إلى كانيه (Kaneh). يستخدم للإشارة إلى هذا الشخص بوصفه مؤلف عند الاستشهاد باسم نباتي.